# مقاطعة غاياس

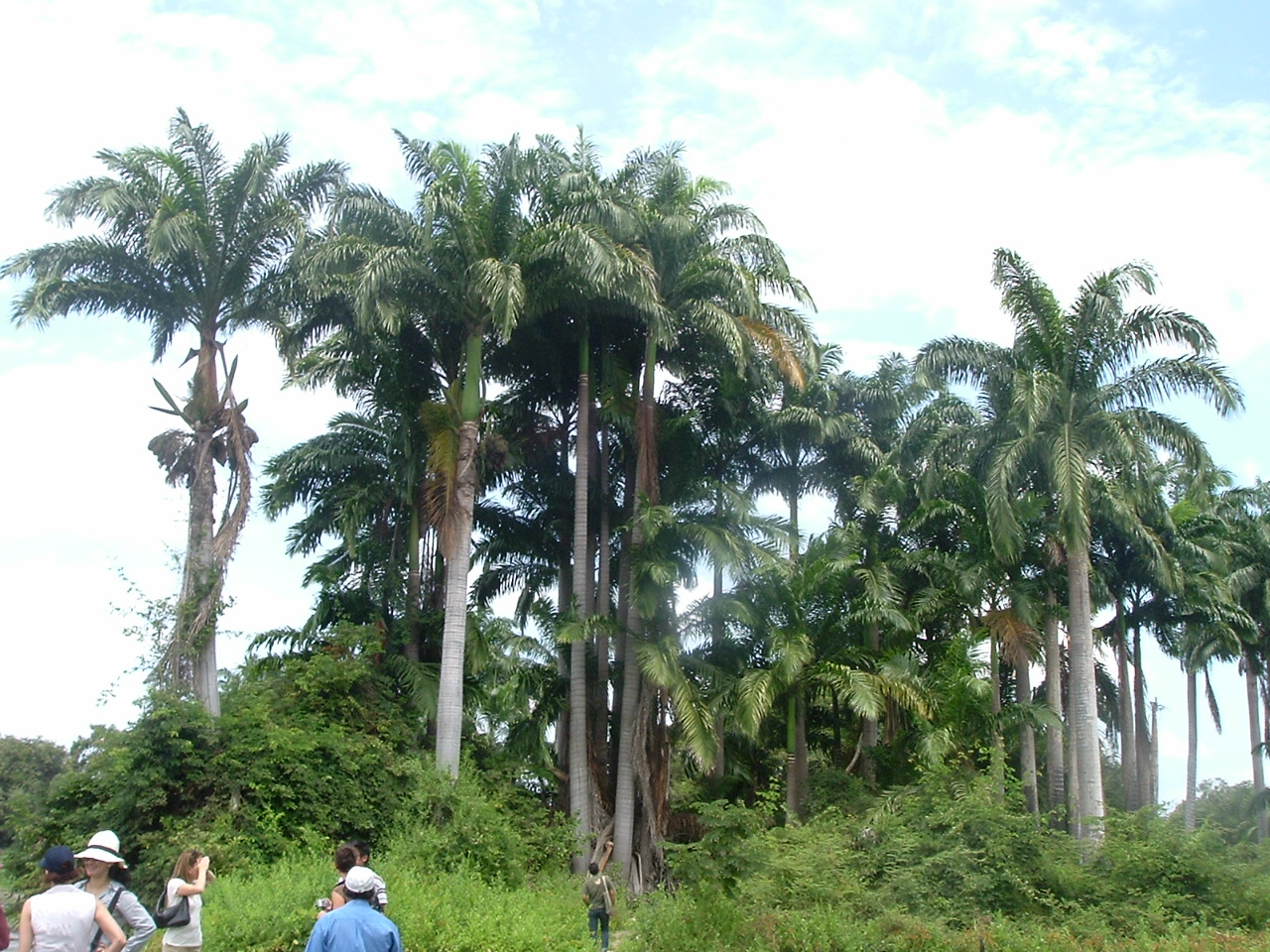
النخيل في جزيرة سانتي.

غاياس هي مقاطعة ساحلية في الإكوادور. يحدها من الغرب مانابي، سانتا إيلينا، والمحيط الهادي (كما خليج غواياكيل)؛ إلى الشرق منلوس ريوس، بوليفار، تشيمبورازو، كانار، وأزواي. إلى الشمال من قبل لوس ريوس وبوليفار. وإلى الجنوب من إل أورو والمحيط الهادئ.
ويبلغ عدد سكانها أكثر من 3 ملايين شخص، وهي المقاطعة الأكثر اكتظاظا بالسكان في الإكوادور. وهي تعتبر رابع أكبر مقاطعة في البلاد من حيث المساحة. أكبر مدينة في الإكوادور هي غواياكيل، وتقع داخل المقاطعة.

## كانتونات
وتنقسم المقاطعة إلى 25 كانتون

## أعلام
- أندريا بيريز بينيا
- خوسيه لويس تامايو